# 라이브음악문화발전협회
라이브음악문화발전협회는 한국 대중음악과 라이브공연문화의 발전을 기하는 동시에 회원 상호간의 교류와 발전을 도모하기 위하여 2004년 2월 20일 설립된 문화체육관광부 소관의 사단법인이다. 사무실은 서울특별시 마포구 서교동 368-1 202-B호에 있다.

## 주요 사업
- 라이브클럽과 라이브공연의 활성화사업
- 대중음악 전문공연장 및 라이브클럽 교류와 지원사업
- 자발적이고 창의적인 라이브뮤지션의 발굴과 지원사업
- 라이브 공연문화와 대중음악 발전을 위한 행사 개최와 국제교류사업
- 라이브 공연장과 뮤지션 그리고공연문화의 발전을 위한 조사와 연구사업
- 연구와 활동결과의 발간 및 출판